# Набиан, Эркулану
Эркулану Букансил Набиан (порт. Herculano Bucancil Nabian; родился 25 января 2004) — португальский футболист, нападающий клуба «Эмполи».

## Клубная карьера
Выступал за молодёжные команды португальских клубов «Рекреюш Алгейран», «Белененсеш» и «Витория (Гимарайнш)». 26 июля 2021 года дебютировал в основном составе «Витории» в матче Кубка португальской лиги против «Лейшойнша». 8 августа 2021 года дебютировал в португальской Примейра-лиге в матче против «Портимоненсе».

## Карьера в сборной
Выступал за сборные Португалии до 15, до 16, до 17 и до 18 лет.

## Личная жизнь
Родился в Бисау (Гвинее-Бисау), впоследствии переехал с родителями в Португалию.